# 張森楷
張森楷（1858年10月14日—1928年6月23日），原名家楷，字元翰，後改名森楷，字式卿，晚號端叟，民國四年後更署石親，學者稱石親先生，四川重慶府合州人（今重慶市合川區獅灘鎮），光緒十九年癸巳恩科本省鄉試第六名舉人。

## 生平
- 光緒十二年（1886年），任合川振東鄉校主講
- 光緒十九年（1893年），舉癸已恩科本省鄉試第六人
- 光緒二十一年（1895年），受聘尊經書院襄校。
- 光緒二十六年（1900年），主講鄰水縣玉屏精舍
- 署忠州學正[1]
- 光緒二十六年（1900年），成立四川蠶桑公社，1906年改為合州大河壩蠶桑公社，並親往日本考察桑蠶事業
- 光緒二十九年（1903年），呈送自著《通史人表》、《二十四史校勘》於大學堂請管學大臣鑒定[2]
- 民國元年（1912年），鐵路股東會議公舉為鐵路公司經理
- 民國六年（1917年），受合川縣知事鄭賢書聘請主編縣誌，歷史五載而《民國新修合川縣誌》告竣[c]
- 民國十三年（1924年），應宋育仁聘，往成都撰《四川通志》的《歷代地理沿革表》和《歷代職官沿革表》。
- 民國十四年（1925年），受国立成都大学校長張瀾聘，任成都大學國史教授。
- 民國十六年（1927年）6月，辭教授職，攜所著《史記新校注》等稿本北上。先到天津，後至北平，閱各種珍貴史記版本，撰《史記新校注》共133卷，終於定稿
- 民國十七年（1928年）6月23日，逝世于北平[4][5][6][7]

## 备注
1. ↑  西曆生日諸書皆推作10月24日，誤，按先生六十戊午自序生日為九月初八日，咸豐八年九月初八日當1858年10月14日
2. ↑  墓表作27日
3. 1 2  2018年，合川区史志办组织收集、整理、翻印，方志出版社出版的《民国新修合川县志》出版。以1989年合川县地方志编纂委员会与西南师范大学汉语言文献研究所合作点校的《民国新修合川县志》手抄本为翻印蓝本[3]。